# 12984 Lowry
12984 Lowry este un asteroid din centura principală de asteroizi.

## Descriere
12984 Lowry este un asteroid din centura principală de asteroizi. A fost descoperit pe 22 august 1979 la Observatorul La Silla de Claes-Ingvar Lagerkvist. El prezintă o orbită caracterizată de o semiaxă mare de 2,85 ua, o excentricitate de 0,08 și o înclinație de 2,5° în raport cu ecliptica.